# Ujazd (województwo podkarpackie)
Ujazd – wieś w Polsce położona w województwie podkarpackim, w powiecie jasielskim, w gminie Brzyska.
| SIMC    | Nazwa   | Rodzaj    |
| ------- | ------- | --------- |
| 0346514 | Machowa | część wsi |

Wieś opactwa benedyktynów tynieckich w powiecie bieckim województwa krakowskiego w końcu XVI wieku. W latach 1975–1998 miejscowość należała administracyjnie do województwa krośnieńskiego.
W miejscowości znajduje się najwyższy w kraju, liczący około 40 m wysokości, Krzyż Milenijny oraz pozostałości dawnych zabudowań folwarcznych.

## Ludzie związani z Ujazdem
- Jakub Madej – poseł do austriackiej Rady Państwa i Sejmu